# Aloe africana
Aloe africana ist eine Pflanzenart der Gattung der Aloen in der Unterfamilie der Affodillgewächse (Asphodeloideae). Das Artepitheton africana verweist auf das Vorkommen der Art in Afrika.

## Beschreibung

### Vegetative Merkmale
Aloe africana wächst in der Regel einzeln und bildet einen aufrechten Stamm von bis zu 4 Metern Länge aus. Ihre etwa 30 ausgebreiteten bis zurückgebogenen Laubblätter bilden eine dichte Rosette. Tote Laubblätter sind ausdauernd. Die trübgrüne bis glauke Blattspreite ist 65 Zentimeter lang und 12 Zentimeter breit. Die Blattoberseite ist kahl oder mit wenigen, rötlichen Dörnchen in der Nähe der Blattspitze besetzt. Die Unterseite ist in der Mitte nahe der Spitze ebenfalls mit rötlichen Dörnchen besetzt. Die stechenden Zähne am Blattrand sind 4 bis 5 Millimeter lang und stehen 15 Millimeter voneinander entfernt.

### Blütenstände und Blüten
Der Blütenstand besteht aus zwei bis vier Zweigen und erreicht eine Höhe von 60 bis 80 Zentimeter. Die dichten, zylindrisch-verjüngten Trauben sind 40 bis 60 Zentimeter lang und 10 bis 12 Zentimeter breit. Die eiförmig-lanzettlichen Brakteen weisen eine Länge von 11 Millimeter auf und sind 7 bis 8 Millimeter breit. Die gelben bis gelborangefarbenen Blüte stehen an 5 bis 6 Millimeter langen Blütenstielen. Die Blüten sind 55 Millimeter lang und an ihrer Basis gerundet.  Sie weisen auf der Höhe des Fruchtknotens einen Durchmesser von 5 bis 6 Millimeter auf. Darüber sind die Blüten zur Mündung hin auf 8 Millimeter erweitert. Ihre Perigonblätter sind auf einer Länge von 19 Millimetern nicht miteinander verwachsen. Die Staubblätter und der Griffel ragen 15 bis 20 Millimeter aus der Blüte heraus.

## Systematik und Verbreitung
Aloe africana in der südafrikanischen Provinz Ostkap vor allem an buschigen und strauchigen Orten verbreitet.
Die Erstbeschreibung durch Philip Miller wurde 1768 veröffentlicht.
Synonyme sind Pachidendron africanum (Mill.) Haw. (1821), Aloe perfoliata var. β L. (1753), Aloe perfoliata var. africana Aiton (1789), Aloe pseudoafricana Salm-Dyck (1817), Aloe africana var. angustior Haw. (1819), Aloe africana var. latifolia Haw. (1819), Aloe angustifolia Haw. (1819), Pachidendron angustifolium (Haw.) Haw. (1821), Pachidendron africanum var. angustum Haw. (1821), Pachidendron africanum var. latum Haw. (1821) und Aloe bolusii Baker (1880).

## Nachweise